# 汐留乗継所
座標: 北緯35度39分57.8秒 東経139度45分46.3秒 / 北緯35.666056度 東経139.762861度汐留乗継所（しおどめのりつぎじょ）は、東京都中央区と港区の境界付近にある乗継所。首都高速八重洲線から東京高速道路会社線（KK線）へ乗り継ぐために設けられていた。

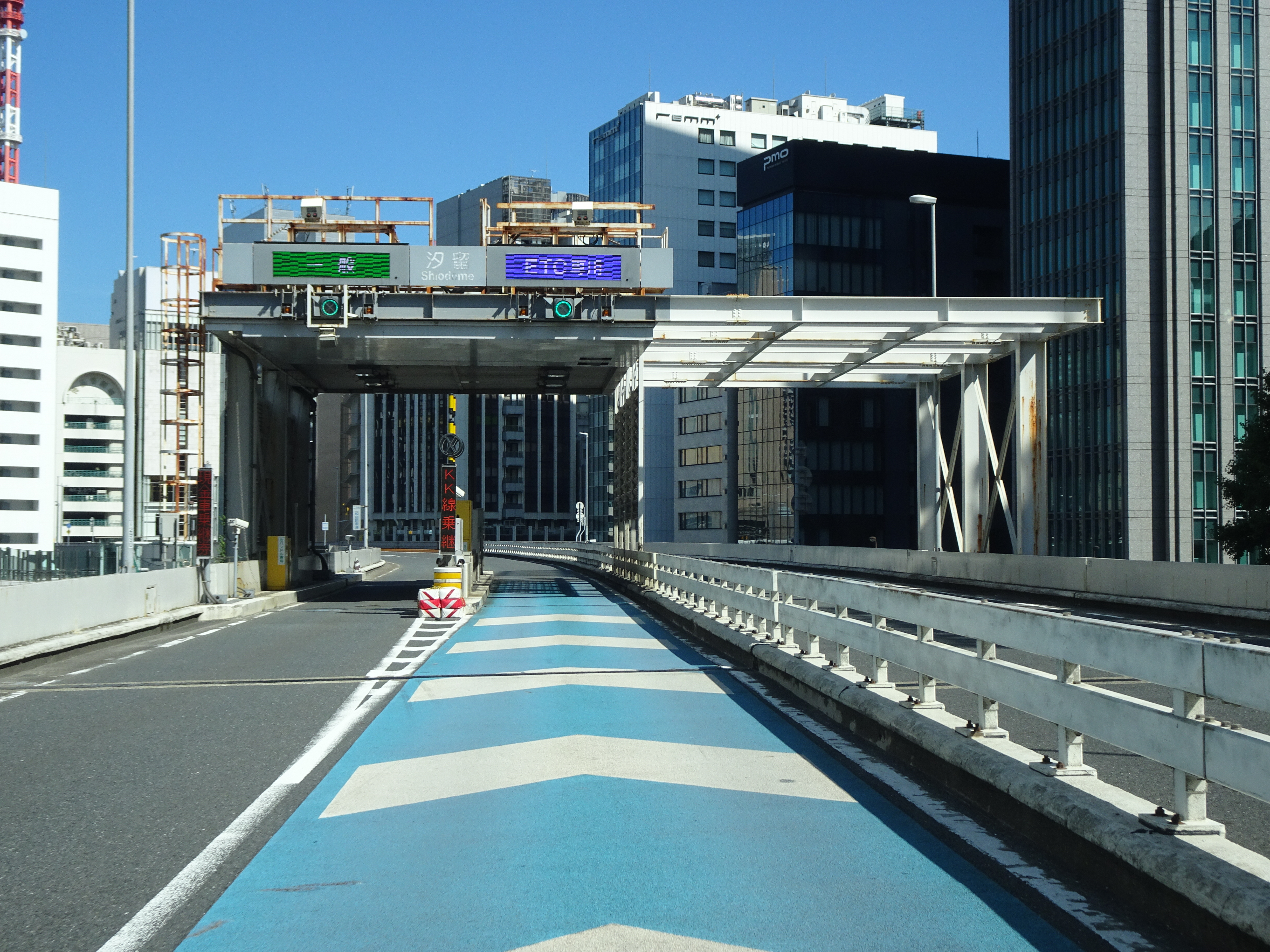
汐留乗継所

八重洲線からKK線へ流入する際は乗継券が発券され、これを所持し10分以内に白魚橋乗継所・西銀座乗継所で係員に乗継券を渡し首都高に戻ると首都高の料金を新たに支払う必要がなかった。逆も同じである（ETC車の場合は無線通行が可能）。東京高速道路の廃止（東銀座出口を除く）に伴い、2025年4月5日20時に廃止された。
2012年7月8日より2013年12月15日まで、環状2号線のトンネル建設工事に伴う架け替え工事による長期通行止めのため本乗継所は休止した。期間中は汐留出入口に仮乗継所が併設された。仮乗継所の詳細は汐留出入口を参照。

## 料金所施設
- ブース数：2

### 西銀座・白魚橋方面
- ブース数：2
  - ETC専用：1
  - 一般：1

### 都心環状線方面
なし（汐留入口料金所において乗継処置を行う）

## 隣
首都高速八重洲線
汐留JCT - 汐留乗継所
(D8)東京高速道路
汐留乗継所 - (1)新橋出入口